# Jonas Hökeflycht
Jonas Hökeflycht, född 12 juni 1668 på Skrindstorp i Regna socken, död 11 augusti 1702, var en svensk sjöofficer.
Jonas Hökeflycht var son till kaptenen Paul Hökeflycht. Han blev volontär vid amiralitetet 1685, överlöjtnant 1685 och extraordinarie skeppskapten och förde 1701 befälet över den svenska eskadern på Peipus. I början av 1702 överflyttades befälet på Carl Gustaf Löschern von Hertzfeld, varvid Hökeflycht blev dennes närmaste man. Under rekognosering med jakten Vivat blev Hökeflycht förföljd och omringad av en stor rysk flottstyrka och sprängde efter tappert försvar sedan fienden äntrat fartyget jakten och sig själv i luften.